# Hofkapelle Windegg

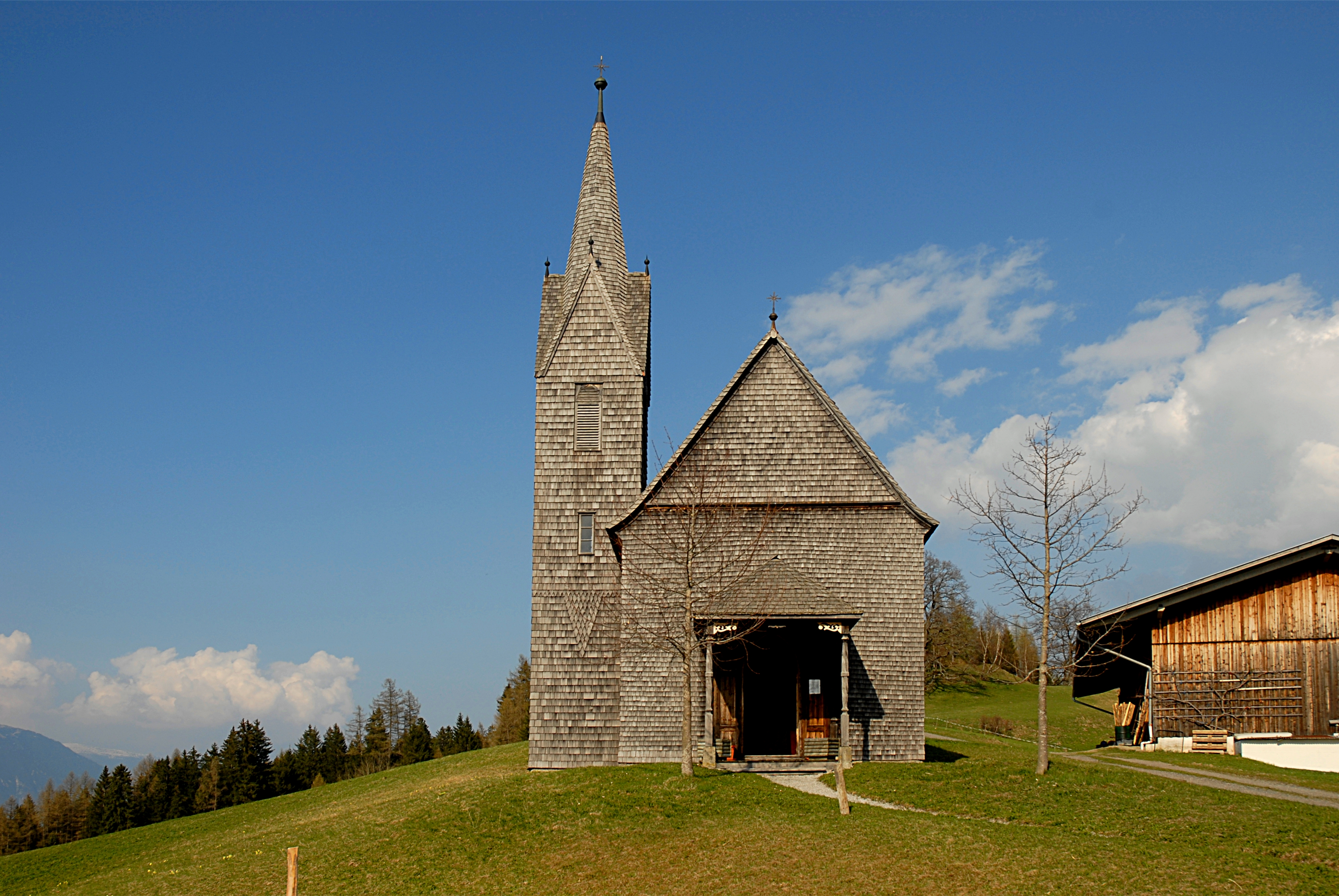
Hofkapelle Windegg (2010)

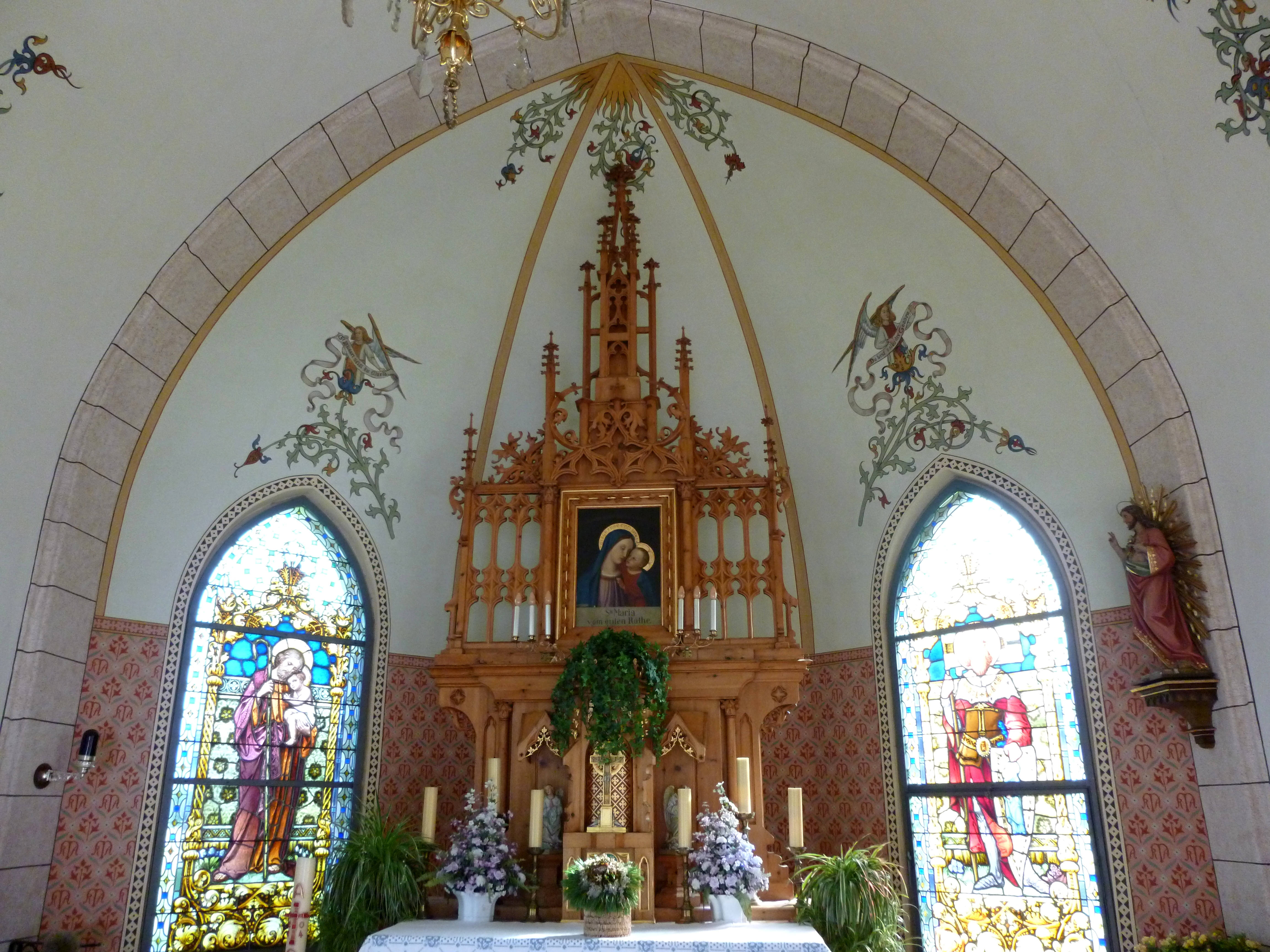
Altar

Die Hofkapelle Windegg am Tulferberg steht in der Gemeinde Tulfes in Tirol. Die Kapelle steht unter Denkmalschutz.
Die Kapelle wurde inschriftlich 1911 von Ferdinand und Maria König, den Wirtsleuten des gegenüberliegenden Gasthofs Windegg errichtet und 1912 geweiht. Die geostete zweijochige Holzkapelle mit einem 3/8-Schluss hat einen quadratischen Turm mit einem Giebelspitzhelm im Norden. Der gesamte Außenbau, Fassade wie Dächer, ist mit Schindeln verkleidet. Die Fenster des Langhauses sind spitzbogig, die Fenster des Turmes rechteckig. Das Vorzeichen beim Eingang steht auf zwei geschnitzten Holzsäulen.
Der von einer Spitztonne überwölbte Innenraum weist einen spitzen Triumphbogen und einen schirmgewölbten Chor auf. Gewölbe und Wände sind mit Ranken- und Dekorationsmalerei geschmückt. Die Ausstattung der Kapelle ist im neugotischen Stil gehalten. Der kleine, ungefasste Schnitzaltar aus der Erbauungszeit trägt ein Bild der Madonna vom Guten Rat. Die ebenfalls aus der Erbauungszeit stammenden bunten Glasfenster im Chor wurden von der Tiroler Glasmalerei und Mosaik Anstalt geschaffen.